# Smiljko Šagolj
Smiljko Šagolj (Mrkosovice, u dolini Neretvice zvane Klis, općina Konjic, 7. prosinca 1946. – Split, 14. kolovoza 2013.) je bio hrvatski i bosanskohercegovački televizijski novinar.

## Životopis
Rodio se u Mrkosovicama u općini Konjicu. Studirao je u Sarajevu dvopredmetni studij filozofije i psihologije. Diplomirao je 1968. za manje od tri godine. Proglašen je najmlađim profesorom u Jugoslaviji.
Predavao je u gimnaziji u Sarajevu. Nakon posla u gimnaziji, radio je na Televiziji Sarajevo. Od konca 1989. radi za Televiziju Zagreb. Bio je novinar HTV-ove studija u Splitu. Nakon što je prestao raditi na televiziji, prešao je na mjesto predavača na Sveučilištu u Mostaru.
2005. je magistrirao na Fakultetu političkih znanosti u Zagrebu na temu lokalnih televizija i procesa globalizacije u BIH, a mentor mu je bio Marko Sapunar. 2008. je godine doktorirao na istom fakultetu na temu novinstva i nacionalnointegracijskih procesa u BiH (1850. – 1914.), a mentor mu je bio Branko Dubravica.
Četiri su mu knjige koje je napisao udžbeničkim materijalom za predmet Televizija i na Odjelu politologije. Objavio je članke u Motrištima, Međunarodnim studijama i Raosovu zborniku.

## Djela
- TV abeceda : uvod u novinarstvo, 2002.
- Povijest filmskog i TV izvješćivanja, 2005. (2 izd.)
- Lokalne televizije u globalnom selu, 2005.
- Bukvar TV novinarstva, 2006.
- Digitalna televizija i digitalizacija svijeta, kompendij za studente novinarstva, 2006.
- Novinstvo i nastanak nacija u BiH (1850. – 1914.), 2011.
- Početnica (bukvar) TV novinarstva, 2011.

## Nagrade
- nagrada za najbolje vođenje dnevnika u Jugoslaviji
- nagrada za dokumentarne reportaže
- zlatna značka za najveća programska ostvarenja TV Sarajeva
- Red Danice hrvatske s likom Antuna Radića (1995.).[1]